# Marcelo Peralta
Marcelo Peralta (* 5. März 1961 in  Buenos Aires; † 10. März 2020 in Madrid) war ein argentinischer Jazzmusiker (Saxophon, auch Piano und Akkordeon).

## Wirken
Peralta studierte Klavier und Musiktheorie am Antiguo Conservatorio Beethoven, wo er 1979 das Lehrzertifikat erhielt. Im Alter von 18 Jahren begann er, Saxophon zu spielen. Seit 1980 unterrichtete er als Saxophon- und Improvisationslehrer am Conservatorio Municipal Manuel de Falla seiner Geburtsstadt. Daneben war er zunächst als Studiomusiker tätig. Mit dem Gitarristen Jorge Mancini, dem Saxophonisten Mariana Potenza und dem Perkussionisten Victor Da Cunha gründete er die Grupo de Improvisación Tercer Mundo, die 1987 ihr Album Un Hilo de Luz veröffentlichte. Im Folgejahr nahm er mit dem Pianisten Eduardo Lagos auf. Gemeinsam mit César Franov, Enrique Norris, Carlos Triolo, Diego Pojomovsky und Guillermo Bazzola legte er sein Album Escaleras de la Comprensión (Melopea Records 1991) vor, auf dem er zeitgenössischen Jazz mit lateinamerikanischer Folklore verknüpfte. In den frühen 1990er Jahren tourte er vor allem mit der Bigband Los Saxópatas. 1997 erschien sein Album Milonga (Melopea Records).
Peralta lebte seit 1996 in Madrid. Dort gründete er das Marcelo Peralta Quartet, mit dem er in verschiedenen europäischen Ländern auftrat. 2005 führte er als Solist mit dem RTVE-Sinfonieorchester Werke von Pepe Nieto, Gunther Schuller und Leonard Bernstein auf. Mit der Dr. Macaroni Brass Band legte er das Album Cum Laude (TCB 2003) vor. 2009 gründete er mit Baldo Martínez und „Sir Charles“ González das Trio ZAS, das 2013 ein Album veröffentlichte. Daneben lehrte er.
An seinem 59. Geburtstag wurde Peralta ins Krankenhaus eingewiesen, wo er fünf Tage später an den Folgen einer SARS-CoV-2-Infektion starb. Er gilt als der erste Jazzmusiker, der an COVID-19 starb.